# Alan Sokal

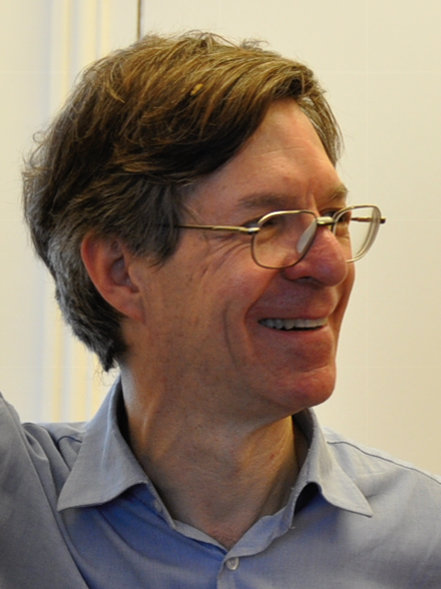
Alan Sokal, 2011

Alan David Sokal (* 24. Januar 1955 in Boston, Massachusetts) ist ein US-amerikanischer Physiker. Er ist Professor für Physik an der New York University und seit Januar 2006 außerdem Professor für Mathematik am University College London. Sokal wurde bekannt durch seinen Angriff auf postmoderne und poststrukturalistische Strömungen in der Wissenschaftstheorie und Epistemologie.

## Leben
Sokal studierte an der Harvard University mit dem Bachelor und Master-Abschluss 1976 (summa cum laude) und wurde 1981 bei Arthur Wightman an der Princeton University promoviert (An Alternate Constructive Approach to the {\displaystyle \phi _{3}^{4}} Quantum Field Theory, and a Possible Destructive Approach to {\displaystyle \phi _{4}^{4}}).
Sokal befasst sich mit Quantenfeldtheorie, statistischer Mechanik, mathematischer und numerischer Physik und damit zusammenhängenden Fragen der Kombinatorik.
Er war unter anderem Gastprofessor in Nicaragua in den Sommermonaten von 1986 bis 1988.
1996 veröffentlichte Sokal einen Artikel Transgressing the Boundaries: Towards a Transformative Hermeneutics of Quantum Gravity (zu Deutsch etwa: Die Grenzen überschreiten: Auf dem Weg zu einer transformativen Hermeneutik der Quantengravitation) in der Zeitschrift Social Text und erklärte anschließend in der Zeitschrift Lingua franca, dass er diesen Artikel als Parodie geschrieben habe. Ziel seines Streichs (bekannt als „Sokal-Affäre“) sei es gewesen, auf mangelhafte akademische Standards und den Missbrauch mathematischer und naturwissenschaftlicher Metaphern in der sich postmodern verstehenden geistes- und sozialwissenschaftlichen Szene hinzuweisen.
In dem 1997 gemeinsam mit Jean Bricmont veröffentlichten Buch Eleganter Unsinn. Wie die Denker der Postmoderne die Wissenschaften mißbrauchen (Impostures Intellectuelles, Fashionable Nonsense) wird argumentiert, dass sich in Schriften von Autoren wie Jacques Lacan, Julia Kristeva, Luce Irigaray, Bruno Latour, Jean Baudrillard, Gilles Deleuze, Félix Guattari und Paul Virilio physiko-mathematische Mystifikationen fänden.

## Schriften
- mit R. Fernandez, Jürg Fröhlich: Random Walks, Critical Phenomena, and Triviality in Quantum Field Theory, Springer Verlag 1992
- Transgressing the Boundaries. Toward a Transformative Hermeneutics of Quantum Gravity. In: Social Text. Nr. 46/47, 1996, S. 217–252, doi:10.2307/466856 (englisch, nyu.edu [abgerufen am 25. Dezember 2017]).
- mit Jean Bricmont: Fashionable nonsense: postmodern intellectuals’ abuse of science, New York, Picador 1998 (französisches Original: Impostures intellectuelles, Paris, Odile Jacob 1997)
  - Eleganter Unsinn. Wie die Denker der Postmoderne die Wissenschaften mißbrauchen. C.H. Beck, München 1999, ISBN 3-406-45274-4 (französisch: Impostures intellectuelles. Paris 1997. Übersetzt von Johannes Schwab und Dietmar Zimmer).
  - Fashionable Nonsense. Postmodern Intellectuals′ Abuse of Science. Picador, New York 1998, ISBN 0-312-19545-1 (englisch).
- Beyond the hoax: science, philosophy and culture, Oxford University Press 2008